# Небель, Пауль
Пауль Небель (нем. Paul Nebel; родился 10 октября 2002 года, Бад-Наухайм, Германия) — немецкий футболист, вингер клуба «Майнц 05».

## Клубная карьера
Выступал за молодёжные команды клубов «Флорштадт», «Нидер-Моккштадт», «Карбенер» и «Киккерс Оффенбах». В 2016 году присоединился к молодёжной команде клуба «Майнц 05». 11 сентября 2020 года дебютировал в основном составе «Майнца» в матче Кубка Германии против клуба «Хавелсе», в котором отдал голевую передачу на Жана-Филиппа Матету; матч завершился победой «Майнца» со счётом 5:1. 20 сентября 2020 года Пауль дебютировал в немецкой Бундеслиге в матче против «Лейпцига».

## Карьера в сборной
Выступал за сборные Германии до 15, до 16, до 17 и до 19 лет.